# The Wishing Horse of Oz
The Wishing Horse of Oz, publicado em 1935, é o vigésimo-nono livro sobre a terra de Oz, série de livros criada por L. Frank Baum, e o décimo-quinto livro escrito por Ruth Plumly Thompson. Foi ilustrado por John R. Neill. Este livro transformou Thompson na maior escritora de livros sobre Oz, ultrapassando o criador da série, Baum.